# Керемуле
Керемуле (итал. Cheremule) — коммуна в Италии, располагается в регионе Сардиния, в провинции Сассари.
Население составляет 469 человек (2008 г.), плотность населения составляет 19 чел./км². Занимает площадь 24 км². Почтовый индекс — 7040. Телефонный код — 079.
Покровителем коммуны почитается архангел Гавриил, празднование 29 сентября.

## Демография
Динамика населения:

## Администрация коммуны
- Официальный сайт: